# لوسيا كونتيسة طرابلس
لوسيا هي آخر كونتيسة طرابلس (لا يوجد توقيت محدد لوفاتها ويرجّح أنها فارقت الحياة ما بين عامي 1292 و1299).
كانت لوسيا ابنة بوهيموند السادس، أمير إمارة أنطاكية، وسيبيلا أميرة أرمينيا، وكان أخوها بوهيموند السابع كونت طرابلس. عندما توفي بوهيموند السابع عام 1278، قامت والدتهما بتعيين برتراند من جبيل وصيًا على العرش. لم يكن محبوبًا من قبل البلديّة التي أنشأت إدارة خاصة بها. انتقلت لوسيا من أوكسار إلى طرابلس حيث تزوّجت ناجروت من توسي عام 1275 أو 1278، فسيطرت على البلاد على الرغم من معارضة البلدية وأهالي جنوة لها. وحاول أهالي جنوة بقيادة بنديتو زاكاريا تعيين مسؤول رسمي من جنوة، وكان ذلك ليجعل طرابلس مستعمرة تابعة لجنوة. عند ذلك، قام رئيس البلدية بطلب الموافقة من لوسيا، لكن لوسيا قامت بالتحالف مع جنوة. 
دُهش أهالي البندقية وبيزا الذين كان لديهم علاقات تجارية مع طرابلس لذلك، ويُزعم أنهم تآمروا مع المنصور قلاوون سلطان المماليك لمهاجمة المدينة، فتحالفت لوسيا مع المغول الذين طلبوا المساعدة من أوروبا على الرغم من أنه لم يكن هناك من مساعدات هناك، ومع العلم أن طرابلس كانت أضعف من أن تدافع عن نفسها حتى مع مساعدتهم، أقام قلاوون حصارًا على طرابلس لمدّة شهر واحد عام 1289 واستولى عليها في 26 نيسان/أبريل. وبعد عامين، تم الاستيلاء على عكا، آخر موقع صليبي في الأراضي المقدسة.  
وعلى الرغم من أنه كان بوسع زوج لوسيا الاستيلاء على البلاد بواسطتها، إلا أنه لم يأت إلى طرابلس قطّ لأنه كان يقوم ببعض الأعمال في مملكة نابولي وتوفي هناك عام 1292. كان للوسيا وناجروت ابنًا واحدًا هو فيليب من توسي الذي ورث منصب لورد تيرزا عند وفاة ناجروت وزعامة أنطاكية عند وفاة لوسيا.